# Gebrüder Bernard

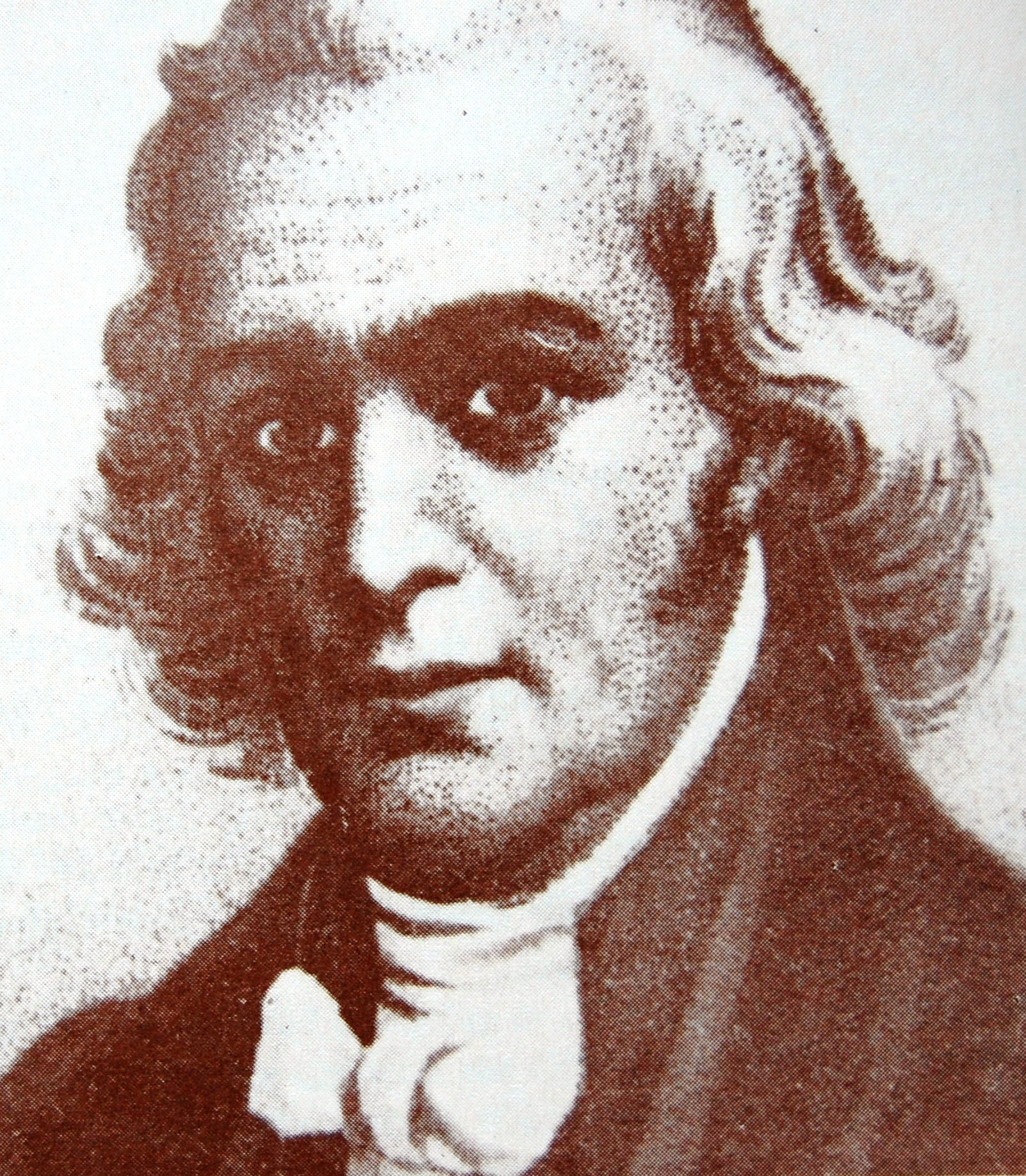
Johann Nikolaus Bernard

Die Gebrüder Bernard AG wurde 1733 als „Fürstlich Isenburgsche privilegierte Schnupftabakfabrik“ in Offenbach am Main von Johann Nikolaus Bernard (1709–1780) gegründet und war damit die erste Tabakfabrik in Deutschland. 1812 wurde eine Zweigniederlassung mit Fabrikation nach Regensburg verlegt. 1999 fand eine Verlagerung in den benachbarten Ort Sinzing statt. Zum Juni 2008 wurde die Schnupftabaksparte von der neu gegründeten „Bernard Schnupftabak GmbH“ übernommen. Nach der Familie Bernard ist in Offenbach am Main eine Straße benannt.

## Vorgeschichte und Gründung
Bis 1733 mussten Tabakerzeugnisse in deutsche Gebiete importiert werden. Die Nachfrage nach dieser Art „Kolonialware“ war in Europa groß, dementsprechend lukrativ war der Handel damit. Länder wie England, Frankreich, Spanien und Niederlande veredelten den Rohstoff Tabak aus ihren Kolonien zu Schnupftabak und parfümierten Rauchtabake, welche anschließend meist in Apotheken verkauft wurden. Die länderspezifischen Ein- und Ausführzölle verteuerten die Tabakerzeugnisse, was den Regenten der betroffenen Länder hohe Einnahmen verschaffte. Der aus Straßburg stammende Johann Nikolaus Bernard erhielt vom damaligen Offenbacher Regenten Graf Wolfgang-Ernst III. zu Isenburg-Birstein (auch Wolfgang Ernst I. Fürst zu Isenburg und Büdingen als Namen geführt) am 31. Januar 1733 die Erlaubnis, in Offenbach die „Fürstlich Isenburgsche privilegierte Schnupftabakfabrik“ zu errichten. Zudem stattete der Regent den Gründer mit weitreichenden Privilegien aus. Er erhielt vergünstigtes Bauland zum Bau von Fabrik und Privathaus, Zollfreiheit für den Import von Rohstoffen sowie für den Export der Erzeugnisse und schließlich das Tabak-Herstellermonopol für die Grafschaft. Außerdem durfte die Familie das Isenburger Wappen führen.

## Firmengeschichte

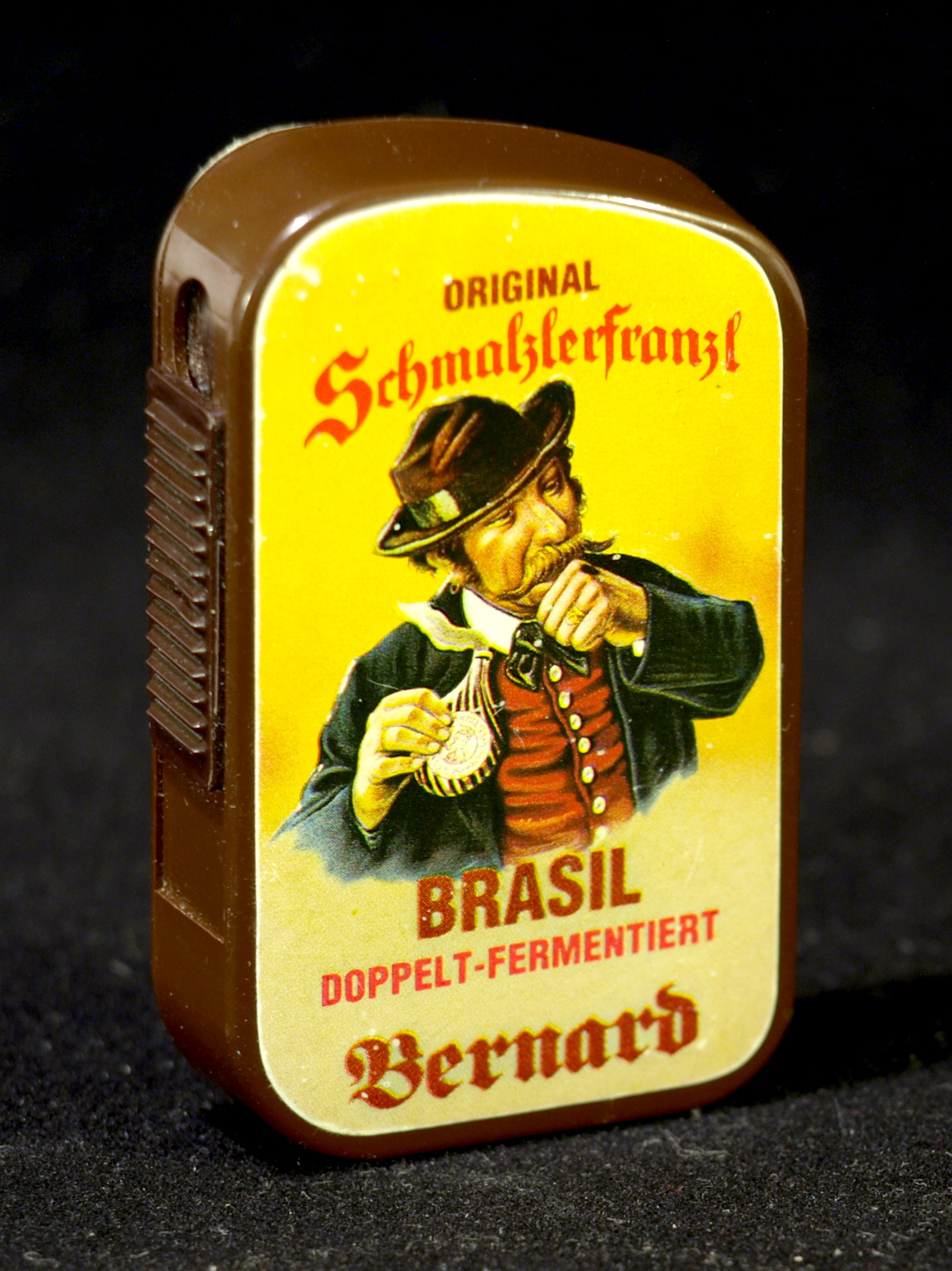
Schnupftabakdose der Firma Bernard Tabak AG mit dem bekanntesten Produkt Schmalzlerfranzl Brasil

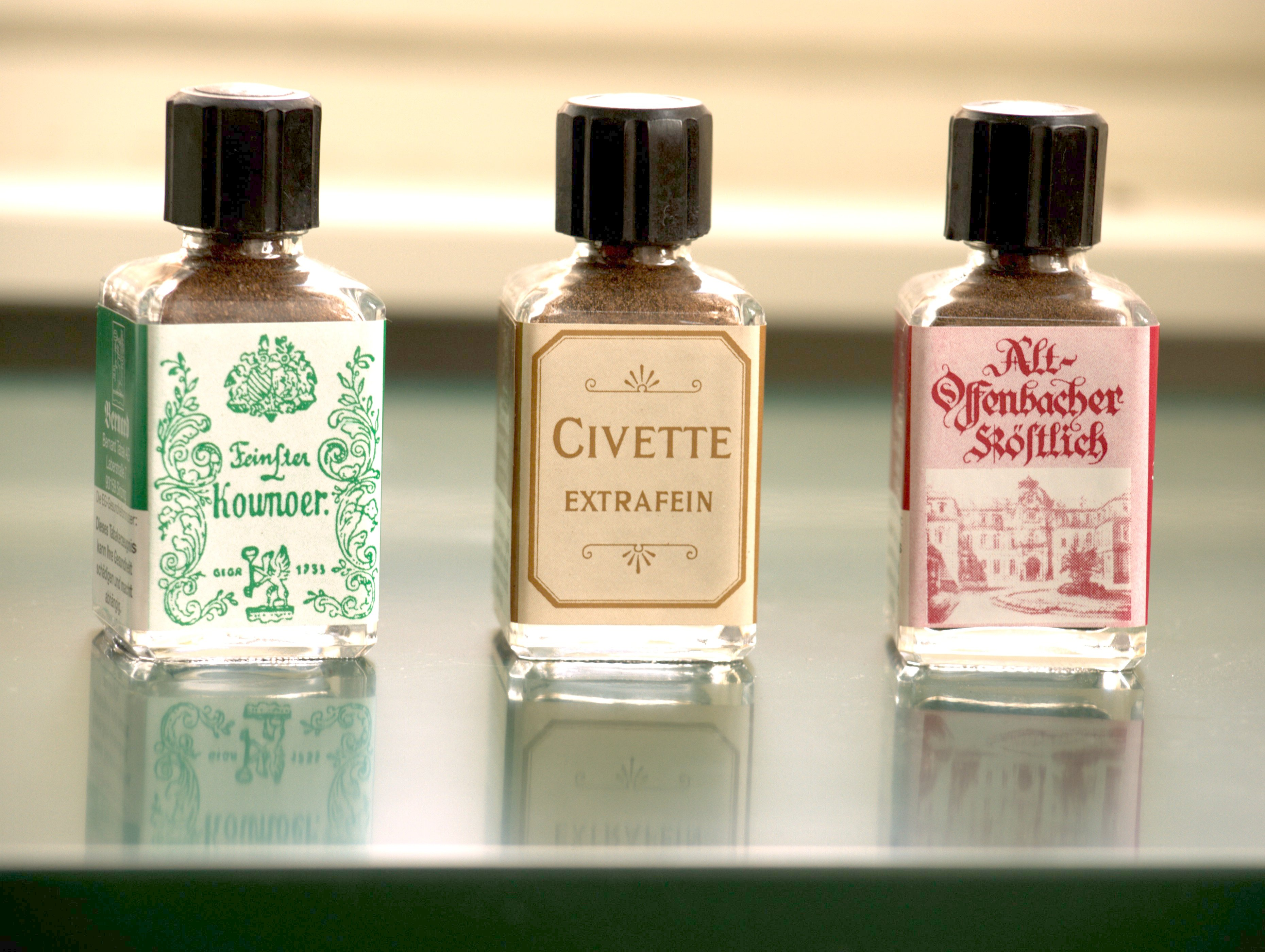
Alte Schnupftabaksorten in traditionellen Glasfläschchen, produziert von der Bernard Tabak AG (2008)

Johann Nikolaus Bernard holte kurz nach der Firmengründung seinen Bruder Johann Heinrich Bernard († 1766) als Teilhaber mit in die Firma. Produziert wurde zuerst auf dem Gelände des heutigen Büsing-Palais, welches ursprünglich als bescheidene Ausführung des Herrenhauses der Familie Bernard erbaut wurde. Johann Heinrichs Sohn Peter (1755–1805) und die Schwiegersöhne Jean Georg d’Orville und Peter Georg d’Orville (1747–1811) führten, unter dem Schutz der gewährten Privilegien, die Geschäfte erfolgreich weiter.
1812 kauften die Gebrüder Bernard von den Fürsten Thurn und Taxis für 10.000 Gulden in Regensburg das Zanthaus, eine sehr große mittelalterliche Patrizier-Hausburg mit Geschlechterturm in der Gesandtenstraße. Dort gründeten die Gebrüder Bernhard eine Zweigniederlassung ihrer Schnupftabakfabrik, um Zollabgaben einzusparen. Im Volksmund wurde das Gebäude daraufhin Schnupfe genannt, eine Bezeichnung, die auch noch in den Jahren nach 2000 gebräuchlich blieb, nachdem Fabrikation und Vertrieb von Schnupftabak in den benachbarten Ort Sinzing nördlich der Donau verlagert worden war.
Nach 1850 begann die Industrialisierung des Unternehmens mit der Einführung der Dampfmaschine in die Produktionsabläufe. In dieser Zeit wurde die Fabrik auf das westlich unmittelbar anschließende Ingolstätterhaus ausgedehnt, das bei den erforderlichen Umbauten bauliche Verluste erlitt. Nachdem 1896 der Bernardbau in Offenbach fertiggestellt war, wurde die Produktion in Offenbach dorthin verlagert. Ein Erfolgsprodukt aus dieser Zeit war der so genannte „Schmalzler“, der aus fermentiertem Brasiltabak hergestellt wurde.
1923 wurde die Firma in eine Aktiengesellschaft umgewandelt und der Hauptsitz von Offenbach nach Regensburg verlegt. Zeitweise wurden in den Zweigfabriken Offenbach, Steinheim am Main und Sinzing auch Zigarren, Kau- und Rauchtabake produziert. 1955 wurde der Standort Offenbach aufgegeben und nach Regensburg überführt. 1999 wurde der gesamte Betrieb nach Sinzing verlagert. In einigen der ehemaligen Räume der Fabrik in Regensburg wurde mit Hilfe verbliebener Gerätschaften und alter Maschinen, wie z. B einem Mahlwerk zum Zerkleinern und Mischen, ein sog. Kollergang, ein städtisches Schnupftabakmuseum eingerichtet, das im Rahmen von Führungen besucht werden kann. Erhalten blieb auch das eindrucksvolle Stampfwerk, das außerhalb des Museums im westlichen Erdgeschoss hinter den Zugängen der heutigen Geschäftsräume zugänglich und zu besichtigen ist.
Wegen starker Umsatzeinbußen wurde das Unternehmen zum 1. Juni 2008 umstrukturiert: Die Bernard Tabak AG wurde zum 31. Mai 2008 liquidiert, die Produktion erfolgt nun durch die Bernard Schnupftabak GmbH am Standort in Sinzing.
Im März 2023 erklärte Bernard, die Einstellung der gesamten Produktion ab Mai 2024. Dieser Schritt erfolgt aufgrund der für das Unternehmen nicht umsetzbaren Forderungen der EU in der ab Mai 2024 gültigen TPD 3.
Im August 2024 gab der englische Schnupftabakhersteller McChrystal's bekannt, die Produktion der Produkte von Bernard nach Originalrezepten weiterführen zu wollen.

## Produkte
Bernard ist vor allem bekannt für traditionelle Schnupftabake ohne Menthol, z. B. „Alt-Offenbacher köstlich“, „Offenbacher Kardinal“, „Klostermischung“, „Gekachelter Virginie“, „Pariser No. 2“ und „Russischer Augentabak“ sowie klassische bayrische Schmalzler, wie der bekannte „Regensburger Brasil Schmalzler“ mit dem seit 1894 geschützten Markenzeichen „Schmalzlerfranzl“.
Ebenso im Sortiment sind moderne, mentholhaltige Snuffs, wie etwa die „Polarprise“ und der „Jubiläums Snuff“. Besonders hervorzuheben, da in ihrer Zusammenstellung einzigartig, sind außerdem die Sorten „Zwiefacher“, eine Mischung aus Schmalzler und Snuff, sowie der mentholhaltige „Schmalzler weiß-blau“.